# Еванн Гессан
Еванн Гессан (фр. Evann Guessand, нар. 1 липня 2001, Аяччо, Франція) — французький футболіст івуарійського походження, нападник клубу «Ніцца».

## Ігрова кар'єра

### Клубна
Еванн Гессан народився у місті Аяччо у родині івуарійських переселенців. Футболом починав займатися у футбольній школі клубу «Ніцца». З 2018 року футболіст виступав за другу команду «Ніцца В». У першій команді Гессан дебютував 5 січня 2020 року у матчі на Кубок Франції.
Але у жовтні 2020 року для набору ігрової практики Гессан відправився в оренду у швейцарську «Лозанну». Після повернення з оренди Гессан у складі «Ніцци» дістався до фіналу національного кубку влітку 2022 року. Після цього він знову був відправлений в оренду. Його новим клубом став клуб Ліга 1 «Нант», з яким він уклав орендну угоду до кінця сезону. Першу гру у складі «Нанта» Гессан провів у турнірі Ліги Європи проти грецького «Олімпіакоса».

### Збірна
На міжнародному рівні Еванн Гессан дебютував у 2017 році у складі юнацької збірної Франції.

## Досягнення
Ніцца
- Фіналіст Кубка Франції: 2021/22